# Eduard Castelló i Vilanova
Eduard Castelló i Vilanova   (la Vall d'Uixó, 4 de març de 1940 - 31 d'octubre de 2020) va ser un ciclista valencià, que fou professional entre 1965 i 1973. Els seus majors èxits esportius els aconseguí en guanyar una etapa de la Volta a Espanya de 1968 i el Campionat d'Espanya de ciclisme en ruta de 1971. Impulsà la Federació Castellonenca de Ciclisme el 1975 i les Escoles Provincials de Ciclisme quan es retirà.

## Palmarès
- 1967
  - 1r a la Pujada a Arrate
- 1968
  - 1r a la Vuelta a los Valles Mineros i vencedor d'una etapa
  - 1r del Gran Premi Muñecas de Famosa i vencedor d'una etapa
  - Vencedor d'una etapa de la Volta a Espanya
  - Vencedor d'una etapa de la Volta a Llevant
- 1971
  - Campió d'Espanya
  - 1r a la Volta a Astúries
- 1972
  - Vencedor d'una etapa de la Volta a Cantàbria

### Resultats al Tour de França
- 1965. 44è de la classificació general
- 1967. Abandona (16a etapa)
- 1969. 19è de la classificació general

### Resultats a la Volta a Espanya
- 1966. 16è de la classificació general
- 1967. 38è de la classificació general
- 1968. Abandona. Vencedor d'una etapa
- 1969. 18è de la classificació general
- 1970. 13è de la classificació general
- 1971. 23è de la classificació general
- 1972. 13è de la classificació general